# Shouyang, Gansu
Shouyang är en köping i nordvästra Kina. Den ligger i Longxi härad i staden Dingxi i provinsen Gansu, omkring 120 kilometer sydost om provinshuvudstaden Lanzhou.